# (73255) 2002 JL43
(73255) 2002 JL43 – planetoida z pasa głównego asteroid okrążająca Słońce w ciągu 3,18 lat w średniej odległości 2,16 j.a. Odkryta 9 maja 2002 roku.